# نصف‌النهار ۱۶۷ درجه غربی
نصف‌النهار ۱۶۷ درجه غربی ۱۶۷مین نصف‌النهار غربی از گرینویچ است که از لحاظ زمانی 11ساعت و 8دقیقه با گرینویچ اختلاف زمانی دارد.
این نصف‌النهار از قطب شمال شروع و از مناطق زیر گذشته و به قطب جنوب ختم می‌شود.
- اقیانوس آرام